# 眠りによせて
「眠りによせて」（ねむりによせて）は、日本のロックバンド、L'Arc〜en〜Cielの1作目のビデオシングル。VHS版は1994年7月1日発売、DVD版は2003年12月17日発売。発売元はKi/oon Sony Records。

## 概要
1stアルバム『DUNE』から約1年3ヶ月ぶりとなる新譜で、前作「Floods of tears／夜想花」以来約1年8ヶ月ぶりとなるシングル。また、本作はメジャーレーベル、Ki/oon Sony Records（ソニー・ミュージックエンタテインメントの社内レーベル）から発表したメジャーデビューシングルとなっている。なお、本作のレコーディングは、1994年初頭から始まったアルバム『Tierra』の録音作業の期間中に行われている。
本作の表題曲「眠りによせて」は、ボサノヴァテイストのアレンジに歪んだギターサウンドがのせられた楽曲となっている。当時の日本では、1980年代以降のHR/HMあるいはビートロックの影響下にあるバンドが数多くデビューしていたこともあり、この曲は、日本のメジャーシーンで鳴るロックと一線を画したような音源になっている。作曲者のkenは、この曲の印象について「たぶんボサノバとか、そういう音楽が気軽に流れてくる場所にいる人なら自然に聴けるかもしれないけど、最近のロックというフィールドの音楽ばかり聴いている人にはそう取られる（驚かれる）かもしれない」と本作発売年に受けたインタビューで語っている。（詳細は楽曲解説の項目を参照）
なお、この曲の制作でレコーディング・エンジニアを務めた比留間整は、アルバム『Tierra』発売時に受けたインタビューの中で、L'Arc〜en〜Cielについて「最近の若いバンドとはちょっと違う」と述べている。また、比留間は同インタビューで、この曲の制作を振り返り「シングルになった曲ありますよね（「眠りによせて」）、ボサノバ調の。あれなんかあのまま録ったら普通のボサノバになっちゃうんですけど、それを歪んだギターの音をサビのところに入れて、ハードな感じで少しぎくしゃくした要素を入れると、当たり前じゃない感じになるというか。そういうところも録りながらアイディアを練っていくような感じでしたね。その場の思い付きでそういうサウンドを入れるような偶然性もあるんですけど。もともとさっき言ったような要望がメンバーからあった」と語っている。

## リリース

### リリースの経緯
本作は、ビデオシングルと呼ばれる”VHSを音楽メディアとして用いた規格”でリリースされている。メジャーデビュー作品がビデオシングルとなったケースは極めて珍しいが、これはレコード会社の意向によるもので、メンバーはこのような特異な売り出し方を良しとしていなかったという。
バンドのリーダーを務めるtetsuyaは2006年に受けた音楽雑誌『R&R NewsMaker』の田中学によるインタビューの中で、このリリース形態に関して「ビデオシングルって当時としてはめずらしかったので、"ビデオチャートで上位狙えるだろう"っていう狙いなんですけども、ソニーの狙いですね。メンバー的にはどうなんかなーって感じでしたけど」と述懐している。また、後年hydeは「前作のビデオ（『TOUCH OF DUNE』）もそうだったけど、なんでこう上手くいかないのかな？っていう感じ」「現実的にはこれぐらいしか出来ないのに、理想はもっと大きかった」と述懐しており、販売形態の面で納得していない点があったことを示唆している。
ただ、メンバーの心情とは裏腹に、ビデオシングルという販売形態を採ったことによりオリコン週間ビデオチャートで初登場3位と、メジャーデビュー作品としては高順位を記録する結果となった。

### リリースプロモーション
この当時にメジャーレーベルと契約したロックバンドの中には、ひとつのお約束として、ライヴ会場に集まった観客の前で大々的にメジャーデビューを発表するバンドがいたという。ただ、当時のL'Arc〜en〜Cielはこのトレンドを嫌い、メジャーとの契約について触れることを控えていた。
バンドのリーダーを務めるtetsuyaは1996年に発売されたアーティストブックにおいて、メジャーと契約した当時を振り返り「ツアーでメジャー・デビューの発表はしませんでした。"ニュー・アルバムが出ますよ"っていう雑誌の広告に、キューン・ソニーのマークが入ってるだけ。だから、今まで一言もメンバーの口から"メジャー・デビュー"とか"メジャーに行く"っていうことは言ってないし、そういうふうに広告も打ってないですよ」と語っている。また、2010年に受けたインタビューにおいても、tetsuyaは「当時、周りのバンドは"渋谷公会堂のライヴで重大発表あり"みたいに告知しておいて、そこでメジャー・デビューを発表するっていうのがトレンドだったんですよ。でも、僕らはあえてそういう発表を一切しなかった。ライヴでも言ってないし、広告も打ってないし、インタビューでも発言してないんです」と述懐している。

### リリース形態
本作は、ビデオシングルと呼ばれる”VHSを音楽メディアとして用いた規格”で販売されている。2003年12月17日にはDVD版が未発売だった本作品に加え、『Siesta 〜Film of Dreams〜』『and She Said』『heavenly 〜films〜』の計4タイトルのDVD版、さらに『A PIECE OF REINCARNATION』と『ハートに火をつけろ!』の計2タイトルのDVD再発版が同時発売されている。

## ミュージックビデオ
表題曲「眠りによせて」のミュージック・ビデオは、高木照之がディレクターを務めた作品となっている。映像は、短編映像詩ともいえる作品に仕上げられている。
ちなみにこのミュージック・ビデオは、2003年3月19日に発表したベストアルバム『The Best of L'Arc-en-Ciel 1994-1998』の初回限定盤特典DVDにも収録されている。また、2007年2月14日に発表したクリップ集『CHRONICLE 0 -ZERO-』にも収録されている。さらに、2019年12月11日には公式YouTubeアーティストチャンネルにおいて、YouTube Music Premium限定で映像の有料公開が開始されている。前述のYouTubeチャンネルでの有料公開開始から約2年4ヶ月後となる2022年4月1日からは、同サイトで映像の無料公開が開始されている。

## 収録曲
| #         | タイトル                     | 作詞      | 作曲      | 編曲            | 時間 |
| --------- | ---------------------------- | --------- | --------- | --------------- | ---- |
| 1.        | 「眠りによせて」(Music Clip) | hyde      | ken       | L'Arc〜en〜Ciel | 5:28 |
| 合計時間: | 合計時間:                    | 合計時間: | 合計時間: | 合計時間:       | 5:28 |

## 楽曲解説
1. 眠りによせて
  - 作詞: hyde / 作曲: ken / 編曲: L'Arc〜en〜Ciel

ボサノヴァテイストのアレンジに歪んだギターサウンドがのせられた楽曲。作曲者のken曰く、デモ音源を制作した際に「そのコード進行にはボサノバのリズムも合うんじゃないかって、（デモ制作と）同時進行で浮かんできた[1]」「ボサノバ風にするか、普通っぽくするか、2通りの考えがあった[1]」という。kenはメンバーにデモ音源を聴かせたうえで、どちらのアレンジ案を採用するかを尋ねたところ、他の3人全員がボサノヴァを意識したアレンジにしたいと言ったため、現在のようなアレンジになった経緯がある[1]。この曲のアレンジについて、sakuraは「元曲を持ってきた時からボサノヴァというリズムが見えていて、ふつうに8ビートでやってもよかったけど、ボサノヴァのほうが曲の空気に合っていた。曲自体もグッと広がるしね[10]」と述べている。
前述のようなメンバー間のやり取りがあり、この曲は1993年に発表したアルバム『DUNE』には無かったようなアレンジが施されることになった。ちなみに、本作発売年に受けた音楽誌の取材においてインタビュアーから、これまでの音楽性との違いについての質問を受けた際、hydeは「よくそう言われるんですけど、違和感はなかったですよ[1]」と答えている。また、同様の質問に対し、sakuraは「リズム・パターンとかが違うからそう言われるのかな[1]」「曲の流れで何が合うかを考えた時に、ロックというフィールドに捉われずにしてみたぐらい[1]」と答えている。さらに、kenは「たぶんボサノバとか、そういう音楽が気軽に流れてくる場所にいる人なら自然に聴けるかもしれないけど、最近のロックというフィールドの音楽ばかり聴いている人にはそう取られる（驚かれる）かもしれない[1]」と語っている。
また、この曲のサビ及びギターソロパートでは、Aメロからのボサノヴァの雰囲気から一転し、kenがノイジーなサウンドでギターを弾いている。サビ部分のイメージについて、kenは「サビは聴きやすく、ハードな部分も残し、それでいて新しい部分もある[11]」と述べている。ちなみに、この曲のベース録りにおいてtetsuyaは、一部フレーズをフィンガー・ピッキングで弾いている。tetsuyaはこの曲のレコーディングを振り返り「これは「FEEL OF DUNE」ツアーから演奏している曲で、最初に出来たころからベース・ラインもそれほど変わってないかな。だから、わりとレコーディングでもラクに弾けましたね。ボサノヴァの部分では、ニュアンスを出すためにフィンガー・ピッキングで弾いています[12]」と述懐している。
歌詞のイメージは、作詞者のhyde曰く「現実逃避的なイメージ[13]」だという。また、作詞作業を振り返りhydeは「"いちばん遠くに行くとしたら、どこに行けるのか？"、"地球の裏側がいちばん遠いのだろうか？"と考えた時に、ボクにとって、いちばん遠くは"眠り"かなと思ったんです。眠ることによって、誰からも距離を離せる気がしたんです。何もかも自分だけの世界を書きたかった。その夢の中で、（母親の）胎内に帰っていくイメージがあります[13]」と語っている。
こういったhydeのイメージもあってか、この曲では＜壊れてしまった私は 夢に眠る＞、＜痛みが和らぐまで 起こさないで＞、＜思い出したくないから 今はもう 誰にも触れたくない 壊されたくないから 目覚めず このまま 眠っていたほうがいいんだ＞など、現実に辟易とし眠りの中に逃避したようなフレーズが登場している。ただ、hydeはこの曲の最後で＜ああ光が私をつれて行く… いつか また 帰ってこれるかな＞というフレーズを歌っており、最終的には現実に引き戻されるかたちで曲が締められている。
ちなみに、この曲の仮タイトルは「Kenの曲」というシンプルなものだった。なお、インディーズの頃の1993年11月9日から開催したライヴツアー「FEEL OF DUNE」では、この曲を仮タイトルのままで演奏していた。

## 参加ミュージシャン
- hyde：Vocal
- ken：Guitar
- tetsu：Bass
- sakura：Drums & Percussions
- 眠りによせて
  - 富樫春生：Keyboards

## 収録アルバム
オリジナルアルバム
- 『Tierra』 (#1)